# Жо
Жо (20. март 1987) бразилски је фудбалер.

## Каријера
Током каријере играо је за Коринтијанс Паулиста, ЦСКА Москва, Манчестер Сити, Евертон и многе друге клубове.

## Репрезентација
За репрезентацију Бразила дебитовао је 2007. године. Са репрезентацијом Бразила наступао је Светском првенству 2014.. За национални тим остварио је 20 утакмица и постигао 5 голова.

## Статистика
| Бразил | Бразил | Бразил |
| Год.   | Ута.   | Гол.   |
| ------ | ------ | ------ |
| 2007   | 1      | 0      |
| 2008   | 2      | 0      |
| 2009   | 0      | 0      |
| 2010   | 0      | 0      |
| 2011   | 0      | 0      |
| 2012   | 0      | 0      |
| 2013   | 11     | 5      |
| 2014   | 6      | 0      |
| Укупно | 20     | 5      |